# Jean-Yves Rousseau
Jean-Yves Rousseau, né le 10 mai 1948  à Montréal (Québec), est un archiviste québécois, membre fondateur du Groupe interdisciplinaire de recherche en archivistique (GIRA).

## Biographie
Né à Montréal (Québec) le 10 mai 1948, Jean-Yves Rousseau obtient son baccalauréat en histoire en 1973 à l'Université du Québec à Montréal. L'année suivante, il commence une maîtrise dans le même domaine à l'Université de Montréal. En 1972, il décroche un certificat de compétences en archivistique. Entre 1977 et 1980, il enrichit ses connaissances en archivistique en faisant un certificat de l'université Case Western Reserve en Ohio aux États-Unis et des formations en administration à l'École des hautes études commerciales de Montréal. En 1997, il obtient le grade de PH. D en didactique à la Faculté des sciences de l'éducation ; sa thèse porte sur la contribution du stage à la formation professionnelle des archivistes québécois.
Avant d'occuper le poste d'adjoint au directeur du Service des archives de l'Université de Montréal, entre 1976 et 1985, Jean-Yves Rousseau occupe plusieurs postes d'archiviste dans des organismes privés et publics. Par la suite, il dirige le Service des archives de l'Université de Montréal, d'abord comme directeur adjoint (1985-1988), puis comme directeur pendant une décennie, de 1988 à 1998.
En 1974, Jean-Yves Rousseau commence sa carrière en enseignement comme chargé de cours dans différentes universités et collèges québécois. Entre 1983 et 1989, il prend en charge des cours à l'École de bibliothéconomie et des sciences de l'information de l'Université de Montréal. En parallèle, il enseigne aux archives générales de l'Université nationale autonome du Mexique (1982-1984). Avant de prendre sa retraite, en 2004, Jean-Yves Rousseau offre des formations aux Archives nationales du Canada ainsi que dans le secteur public et parapublic, particulièrement dans des hôpitaux.
Son implication pratique dans le domaine de l'archivistique, de même que ses années d'expérience en enseignement, ont une part importante dans la démarche intellectuelle de Jean-Yves Rousseau. À l'été 1987, il s'associe à Carol Couture et Jacques Ducharme pour créer le Groupe interdisciplinaire de recherche en archivistique (GIRA), étant convaincu que l'archivistique ne peut pas se développer sans activités de recherche fondamentale. Dans l'article publié en 1988 dans la revue Argus, « L'archivistique aurait-elle trouvé son identité ? », le GIRA a défini les bases de la problématique que pose la place qu'occupe l'archivistique dans le monde de l'information, ainsi que ses concepts fondamentaux. Jean-Yves Rousseau est responsable du GIRA jusqu'en 1992.
En plus d'être chercheur et professeur, il rédige plusieurs ouvrages qui renouvellent la vision des archives au Québec.

## Contributions intellectuelles
Jean-Yves Rousseau a écrit une partie de l'œuvre par excellence sur l'archivistique au Québec, Les fondements de la discipline archivistique, avec l'archiviste Carol Couture. Dans cet ouvrage, il précise l'importance de l'harmonisation des unités de travail, des instruments de recherche et des outils de gestion. Selon lui, cette étape importante dans le développement de l'archivistique permettrait à l'information d'être diffusée à moindre coût et de manière complète, actualisée et prouvée. Il mentionne le concept de normalisation, qui pourrait diminuer les différents coûts associés aux différentes étapes du cycle de vie des documents d’archives, comme la création, la diffusion, le traitement, la mise en mémoire, la protection d'accès et de communication de l'information. À titre d'exemple, Rousseau mentionne les retombées de la normalisation sur l'évolution de l'utilisation des technologies de gestion de l'information.
Rousseau étant l'un des fondateurs du GIRA, il a publié des articles et participé à des colloques en son nom. Dans l'un d’eux, il mentionne que les « archivistes doivent se doter de ressources technologiques et humaines ainsi que des systèmes leur permettant d’occuper véritablement tout le terrain de la gestion des archives, y compris celui des archives consignées sur les nouveaux supports à l'aide des technologies de pointe. »
Rousseau et ses collègues ont publié un article majeur dans la revue Argus, qui précise la vision du groupe face à l'archivistique moderne. Le but du GIRA est alors exposé : il veut jeter « les bases d'un programme et d'une stratégie de recherche en archivistique ». Le constat du GIRA est que plus les années avancent et plus la masse de documents produite par les institutions augmente, ce qui nécessite l'utilisation efficiente des technologies par les archivistes. Dans le domaine administratif, les archives doivent être organisées et traitées afin d'éviter qu'elles ne tombent dans un état de désuétude. Rousseau et ses collègues ont proposé une définition du document d'archives à cette époque qui est encore utilisé par les archivistes québécois : « de l'information consignée et organique que le GIRA définit comme étant celle qui est élaborée, c'est-à-dire expédiée ou reçue, dans le cadre de la mission d'un organisme et consignée sur un support ».
Rousseau et ses collègues ont énoncé la structure d'un programme en trois volets pour appliquer une politique intégrée de gestion de l'information d'une organisation quelconque. Le premier volet est celui de la création, de la diffusion et de l'accès ; le deuxième, celui de la classification et du repérage ; le troisième, celui de la protection et de la conservation. Le but de ce programme est de régler efficacement le problème de l'organisation et du traitement des archives. Rousseau et les membres du GIRA ont aussi explicité à leurs collègues l'importance de rompre avec l'idée que l'archivistique est une discipline connexe de l'histoire, pour en faire une science à part et à égalité avec d'autres professions. Pour ce faire, le GIRA recommandait de bâtir des programmes de formation reconnus et de mettre plus d'énergie dans la recherche conceptuelle en archivistique. Enfin, ils ont encouragé l'idée de fusion entre le « records management » et les archives définitives pour créer une nouvelle archivistique.

## Publications
- Carol Couture, Jean-Yves Rousseau, Les archives au XXe siècle, Montréal : Université de Montréal, Secrétariat général, 1982  (ISBN 978-2-89119-026-8). Traduit en anglais en 1987 : The life of a document : a global approach to archives and records management, Montréal, Véhicule Press.
- Archives, transfert et accès : Guide pratique pour les sciences sociales, Ottawa, Fédération canadiennes des sciences sociales, 1991, 22 p.  (ISBN 0-920052-00-2).